# Médaille de la Résistance

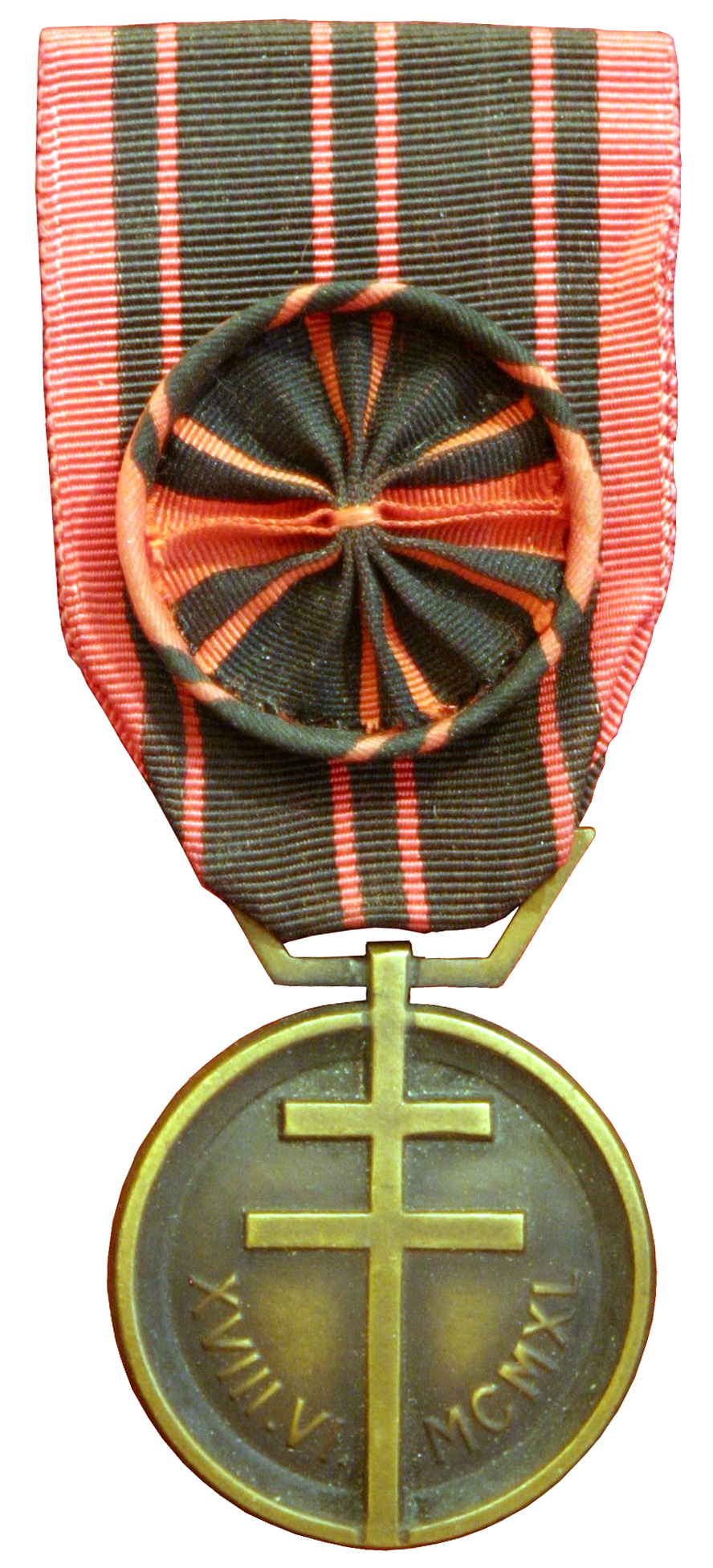
Médaille de la Résistance mit Rosette

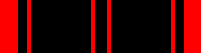
Bandschleifen

Die Médaille de la Résistance wurde per Dekret Nr. 42 durch den Führer des Freien Frankreichs und späteren französischen Staatspräsidenten General Charles de Gaulle am 9. Februar 1943 in London gestiftet. Sie ist zur Auszeichnung von Personen und Institutionen vorgesehen, die sich durch ihre Taten und ihren Mut zur Befreiung des Landes und seiner Kolonien gegen die Feinde und deren Komplizen seit dem 18. Juni 1940 Verdienste erworben haben.

## Verleihungen
Per Dekret vom 2. November 1945 erfolgte die Stiftung der Rosette auf dem Band, die für besondere Verdienste verliehen wird.
Insgesamt erfolgten ca. 62.000 Verleihungen, ca. 23.000 davon posthum. Außerdem wurden 22 Militäreinheiten und 33 Institutionen geehrt. Beispielsweise erhielten die Stadt Lyon am 20. November 1947, der französische Radiosender in Brazzaville am 3. Januar 1946 oder das Gymnasium Lycée Lalande in Bourg-en-Bresse am 3. Oktober 1946 die Auszeichnung.
Die Médaille de la Résistance wurde nach dem Zweiten Weltkrieg auch für Verdienste in Indochina bis zum 31. Dezember 1947 verliehen. Eine Verleihung ist heute ausschließlich posthum für bis zu diesem Zeitpunkt geleistete Verdienste zulässig.

## Aussehen
Die Auszeichnung ist eine runde aus Bronze gefertigte Medaille, auf der ein Lothringer Kreuz zu sehen ist, das am oberen Rand über die Medaille hinausragt. Im unteren halbrund die römischen Ziffern XVIII. VI MCMXL (18. Juni 1940). Auf der Rückseite findet sich auf einem stilisierten Band die dreizeilige Inschrift PATRIA NON IMMEMOR (Das Vaterland wird es nicht vergessen).

## Trageweise
Getragen wird die Médaille de la Résistance an einem roten Band mit einem schmalen schwarzen Mittel- und zwei breiten und schmalen Seitenstreifen auf der linken Brustseite.